# Kenilworth Road
A Kenilworth Road stadion Lutonban, Angliában. 1905 óta a Luton Town FC otthona, illetve megrendezésre kerültek itt női és utánpótlás-mérkőzések is.

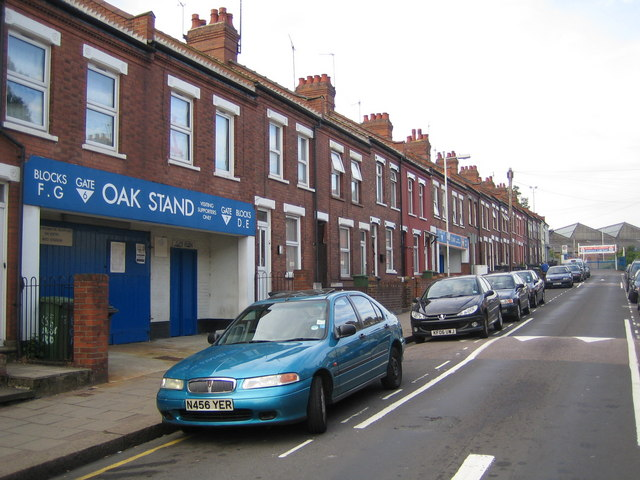
A Kenilworth Road szokatlan bejárata az Oak Roadon

Befogadóképessége 11 500 fő, Bury Park kerületben helyezkedik el, 1,6 kilométerre Luton központjától. A szomszédos utcáról van elnevezve. Amatőr szinten is rendeztek itt mérkőzéseket 1920 előtt, illetve 2009 és 2014 között, mikor a Luton a negyedik osztálynál alacsonyabb szinteken szerepelt. 1953-ban szerelték be a reflektorokat és 1991-ben lett teljesen ülőhelyes az aréna. A rekord nézőszám 30 069 fő, egy Blackpool elleni mérkőzésen 1959-ben. A stadion ismert arról, hogy egyik bejárata szokatlanul egy lakóház alatt, majd egy kerten halad át.
A Luton Town már az 1950-es évek óta új stadiont keres, 1982-ben szó esett arról is, hogy Milton Keynes városába költözik a csapat, hogy egy új arénában játszhasson. Jelenleg is tervben van az új stadionba költözés, az első képeket 2023 májusában adta ki a csapat a 2026-ban elkészülő Power Court stadionról, aminek építésére közel 100 millió fontot szánt a Luton Town. Ennek ellenére 2023 nyarán 12 millió fontot költöttek a Kenilworth Road fejlesztésére is, hogy részt vehessenek a Premier League 2023–2024-es szezonjában.